# Of Course He’s Dead
«Of Course He’s Dead» (Por supuesto que está muerto en Hispanoamérica) es el final de la serie larga de comedia Dos hombres y medio. La serie consta de doce temporadas, y el último episodio se emitió el 19 de febrero de 2015. El programa de una hora marca los episodios de media hora 261.ª y 262.ª de la serie.
El episodio trajo la mayor audiencia del programa desde abril de 2013, con 13,52 millones de televidentes en sintonía a la final.
Los exmiembros del reparto Angus T. Jones, April Bowlby y Jennifer Taylor hicieron apariciones en el episodio.

## Trama
Alan (Jon Cryer) recibe una carta que Charlie tiene $ 2.5 millones en regalías no reclamadas. Alan necesita el certificado de muerte de Charlie para reclamar el dinero, pero no puede encontrar uno y da cuenta de su única prueba es Rose (Melanie Lynskey). La evidencia de que Charlie puede estar con vida se muestra después de que el dinero de las regalías es reclamado por un desconocido, y Alan y Evelyn (Holland Taylor) reciben mensajes amenazantes. Mientras tanto, Jenny (Amber Tamblyn) recibe un cheque por $ 100.000 junto con una nota de disculpa, y un paquete dirigido a Charlie, que contiene su whisky, cigarros y un cuchillo que usaba cuando persiguió Alan alrededor de la casa, llega a la casa. Varias mujeres del pasado de Charlie, entre ellas: Mia (Emmanuelle Vaugier), Chelsea (Jennifer Bini Taylor) y Dolores Pasternak (Missi Pyle), se muestran recibiendo cheques y cartas de disculpa personalizadas.
Mientras tanto, Rose aparece sosteniendo un cautivo en su sótano. Después de que los escapes cautivos desconocidos, Rose regresa a la casa de la playa para informar a Alan y Walden (Ashton Kutcher) que Charlie está vivo y explica toda la historia: Mientras que en París, Rose llamó Charlie en la cama con una prostituta, un mimo, y una cabra. Cuando Charlie se encontró con ella en la estación de tren, ella trató de vengar a su infidelidad empujándolo hacia el camino de un tren en movimiento. Sin embargo, la cabra terminó tomando la caída en su lugar. Rose volvió a los Estados Unidos con Charlie atado y amordazado y lo mantuvo cautivo en su interior hasta que se escapó del sótano. Después de escuchar la historia, Evelyn y Rose se esconden, mientras Walden, que recibe un mensaje de amenaza, decide ir a la policía con Alan, donde hablan a Teniente Wagner (Arnold Schwarzenegger). Más tarde regresan a la casa y encuentran recortes de cartón de tamaño natural de sí mismos que llevan sogas. Temiendo por su vida, Alan llama a Judith (Marin Hinkle), Kandi (April Bowlby) y Lyndsey (Courtney Thorne-Smith) para indicar a cada uno cuánto han significado para él. Walden hace lo mismo, llamando a Bridget (Judy Greer) y Zoey (Sophie Winkleman) para disculparse por la forma en que se comportó con cada una de ellas. Cada uno de ellos fingir la emoción, mientras que siendo generalmente desdeñoso, y Lyndsey se muestra en una tienda de empeño vendiendo el anillo de compromiso de Alan sin que el lo sepa.
Jake Harper (Angus T. Jones) viene de visita e informa a Alan y Walden que abandonó el Ejército y ahora está casado y vive en Japón. Se menciona haber recibido un cheque de $ 250.000 y una nota que decía "estoy vivo", pero no averigua quién envió la carta. Jake a continuación, se jugó con el dinero en Las Vegas, produciendo $ 2.5 millones en ganancias. Después de que Jake se va, Alan y Walden son contactados por Wagner, que les informa de que ha capturado a Charlie. Sin embargo, la cámara revela que el hombre es en realidad Christian Slater, vestido con ropa similar a la de Charlie. Alan, Walden, y Berta (que también ha recibido un cheque de Charlie, y anuncia que se retirará), en la creencia de que Charlie está en la cárcel, celebran relajándose en sillas de la sala mientras fuman puros de Charlie y beber su whisky, cuando ven a un helicóptero que transportaba a un piano de cola, similar al que Charlie utilizaba, acercándose a la casa. Los tres preguntan si Wagner realmente a Charlie, pero rápidamente lo ignoran. Charlie, se muestra sólo desde la parte posterior, se aproxima a la casa de la playa y hace sonar el timbre, pero es asesinado antes de que alguien abra la puerta cuando el helicóptero suelta el piano, aplastándolo. La cámara se aleja para revelar el estudio de la serie y Chuck Lorre, sentado en la silla del director, se da la vuelta y dice: "¡Yo gano!" solo para que un piano de cola caiga sobre él también.

## Producción
Antes de la final, hubo mucha especulación sobre si la ex estrella de Charlie Sheen podría repetir su papel como Charlie Harper. CBS no había anunciado que haría estrella invitada en el episodio. En los críticos de televisión de invierno gira de prensa de la Asociación el 15 de enero de 2015, Chuck Lorre habló sobre el espectáculo y no tenía nada más que elogios para Sheen, diciendo: "Es sería inadecuado para no reconocer el extraordinario éxito que tuvimos con Charlie y lo agradecido que estoy, somos todos, a sus contribuciones. Y no hay nada más que grandes sentimientos por los ocho años y medio que trabajamos juntos. Pero cómo envolver el espectáculo para arriba, es complicado. Es un complicado - es una situación delicada. Debido a que, en cierto modo, el programa se transformó en algo completamente distinto en los últimos cuatro años, y es algo que nos gusta y queremos honrar a ambos. Así, la forma de honrar tanto ha sido el reto de este final. El otro reto es cómo llegar a observar a la gente que sin decirles lo que es ", explicó. Dijo que quería la final en honor a los dos eras de la serie, y que no había" heridas ", después de lo que sucedió con Sheen, diciendo "lo que pasó, pasó. y estoy agradecido por el tiempo que disfrutó trabajando juntos y estoy muy agradecido Ashton llegó y mantiene las luces encendidas. ¿Qué es lo que tengo que quejarse? Soy muy afortunada.”  Cuando se le preguntó sobre el final y la posibilidad del retorno de Sheen, creador Chuck Lorre respondió "Creo que los espectadores van a ser muy, muy satisfecho con el final. Eso es todo lo que voy a decir." Además burlas como el regreso de Sheen se le dio con el estreno del título del episodio, "Por supuesto que está muerto".
CBS Presidente de Nina Tassler dijo que Lorre había planeado un "misterio sándwich" para el episodio final. El episodio fue grabado el 6 de febrero de 2015 y se emitió el 19 de febrero de 2015. Se tomaron dos semanas a la película. Lorre se acercó a la final con la intención de hacer "todo lo posible para hacer un final vale la pena ver."
Jon Cryer reveló que durante la filmación para el final, "hubo un día en disparar cuando visiblemente me llamaron y dijeron:" Usted no está en él. " Yo estaba como, ¿Qué? ¿Qué está pasando ese día? Los miembros del reparto ni siquiera se les permite leer todo el guion y no ver el episodio en su totalidad hasta la fecha de transmisión.
De acuerdo con Cryer, filmando para el episodio estaba muy emocional, y el final es diferente a cualquier final que ha visto antes. La secuencia de flashback animado que llena los vacíos entre las temporadas 8 y temporadas 9 fue creado por una empresa externa de Warner Bros.
Inusualmente para comedias disparo delante de un público en vivo, el episodio fue disparado fuera de secuencia, que era sólo un par de escenas, más que el episodio completo de costumbre, con el fin de proteger a las sorpresas. Chuck Lorre dijo a los miembros de la audiencia que, "es probable que haya ganado ' sé lo que estamos haciendo. "Incluso Lorre se emocionó cuando se introduce el episodio a la audiencia," ha sido una experiencia increíble. Me estoy poniendo un poco ... Por lo tanto, voy a parar. "Cada escena se tapó con la pizarra por los productores ejecutivos anteriores y actuales, incluyendo Lorre y Lee Aronsohn . Ashton Kutcher dijo que el episodio se sentía más como un episodio temprano del espectáculo desde sus primeros dos o tres temporadas, que apunta a la implicación de Lorre y Aronsohn con Don Reo y Jim Patterson diciendo: "me sentía su presencia en la escritura, había un pequeño bocado diferente a él." Más de 100 personas que se trabajar en el show lleno en su sala de estar listo para una foto de grupo.
Lorre dijo que todo el mundo "tuvo una explosión por lo que es", y que la final fue "un intento de reconocer todo lo que hemos pasado y todo lo que la gente ha llegado a esperar de la serie". Dijo que no se reparó en gastos para el final, ya que no tienen que preocuparse por el presupuesto, ya que estaban terminando el espectáculo de todos modos y lo que los productores acaban de ir "por ello". Con el fin de impedir que los detalles de la trama y secretos que se filtró, actores invitados se les dio sólo las páginas que estaban involucrados en una marca de agua y fueron determinadas líneas. Antes de 2011, la idea de cómo el programa podría terminar fue concebido como una despedida con lágrimas de Jake a la universidad.
El show fue filmado en Warner Brothers estudio 26, fue renombrado como "The Two and a Half Men Stage".
Lorre posteriormente revelado en su tarjeta de tocador que Sheen había sido ofrecido un cameo donde iba a caminar hasta la puerta de la casa de la playa, dar una perorata sobre los peligros del consumo de drogas (por la gente común) y su propia invencibilidad, momento en el que su personaje sería asesinado por un piano que cae. Sheen se redujo y la escena fue filmada con un stand-in, disparó desde atrás, y sin diálogo. Cuando se habla de la infame de la última escena, Lorre dijo que la decisión de ponerse en el disparo final "se sentía como comedia lo hacer correcto. Es como 'nadie sale vivo de aquí' puede ser el tema de esta serie. La proposición de que nadie gana en algo parecido a esto es ridículo. eso habría sentido incómodo para mí. Así que el segundo de piano sentía como lo que se debe hacer".

## Tarjeta de la vanidad
Tarjeta de firma tocador de Chuck Lorre, que se muestra al final del episodio, fue el siguiente:
Sé que muchos de ustedes puede ser decepcionado que no llegó a ver a Charlie Sheen en la final de esta noche. Para el registro, se le ofreció un papel. Nuestra idea era tener a caminar hasta la puerta principal en la última escena, tocar el timbre, a continuación, gire, mire directamente a la cámara y se apaga en una diatriba maníaca sobre los peligros del abuso de drogas. Él entonces explicar que estos peligros sólo se aplican a las personas promedio. Que estaba muy lejos de la media. Era un guerrero ninja de Marte. Que era invencible.
Y entonces podríamos caer un piano en él. Nos pareció muy divertido. No lo hizo. En su lugar, él nos quería escribir una escena conmovedora que configurar su regreso a la televisión de horario estelar en una nueva comedia llamada The Harpers protagonizada por él y Jon Cryer.

Pensamos que era divertido.